# Artemisia duthreuilderhinsii
Artemisia duthreuilderhinsii — вид квіткових рослин з родини айстрових (Asteraceae). Поширення: Китай, Тибет. Населяє альпійські або субальпійські степи, луки, кам'янисті схили; 3700–4600 метрів.

## Біоморфологічна характеристика
Це багаторічна трав'яниста рослина заввишки 10–20(30) см, з коротким товстим кореневищем, сіро або жовтувато запушена, пізніше рідко запушена. Нижнє стеблове листя на ніжці 1–2 см; листова пластинка яйцеподібна або довгаста, 2–3 × 1.5–2 см, 2-перисторозсічена; сегменти 3 або 4 пари, еліптичні; часточки 3–5 пар, ланцетні, 3–5 × 1–1.5 см, верхівка тупа. Середнє та верхнє стеблове листя: листова пластинка яйцеподібна або довгаста, перисторозсічена; сегменти 2 або 3 пари; частки лінійно-ланцетні, 5–15 × 2–3 мм. Синцвіття — вузька волоть. Квіткові голови щільні, сидячі. Обгортка 2.5–3.5 мм у діаметрі; обгорткові листки густо запушені або ± голі. Крайових жіночих квіточок 6–9. Дискових квіточок 8–14, чоловічі. Сім'янка довгаста або широкояйцеподібна. Цвітіння та плодіння: липень — жовтень.